# Coelotes tokunoshimaensis
Coelotes tokunoshimaensis là một loài nhện trong họ Amaurobiidae.
Loài này thuộc chi Coelotes. Coelotes tokunoshimaensis được miêu tả năm 2000 bởi Shimojana.